# Metrobates trux
Metrobates trux är en insektsart som först beskrevs av Torre-bueno 1921.  Metrobates trux ingår i släktet Metrobates och familjen skräddare.

## Underarter
Arten delas in i följande underarter:
- M. t. infuscatus
- M. t. trux